# Michael Dougherty

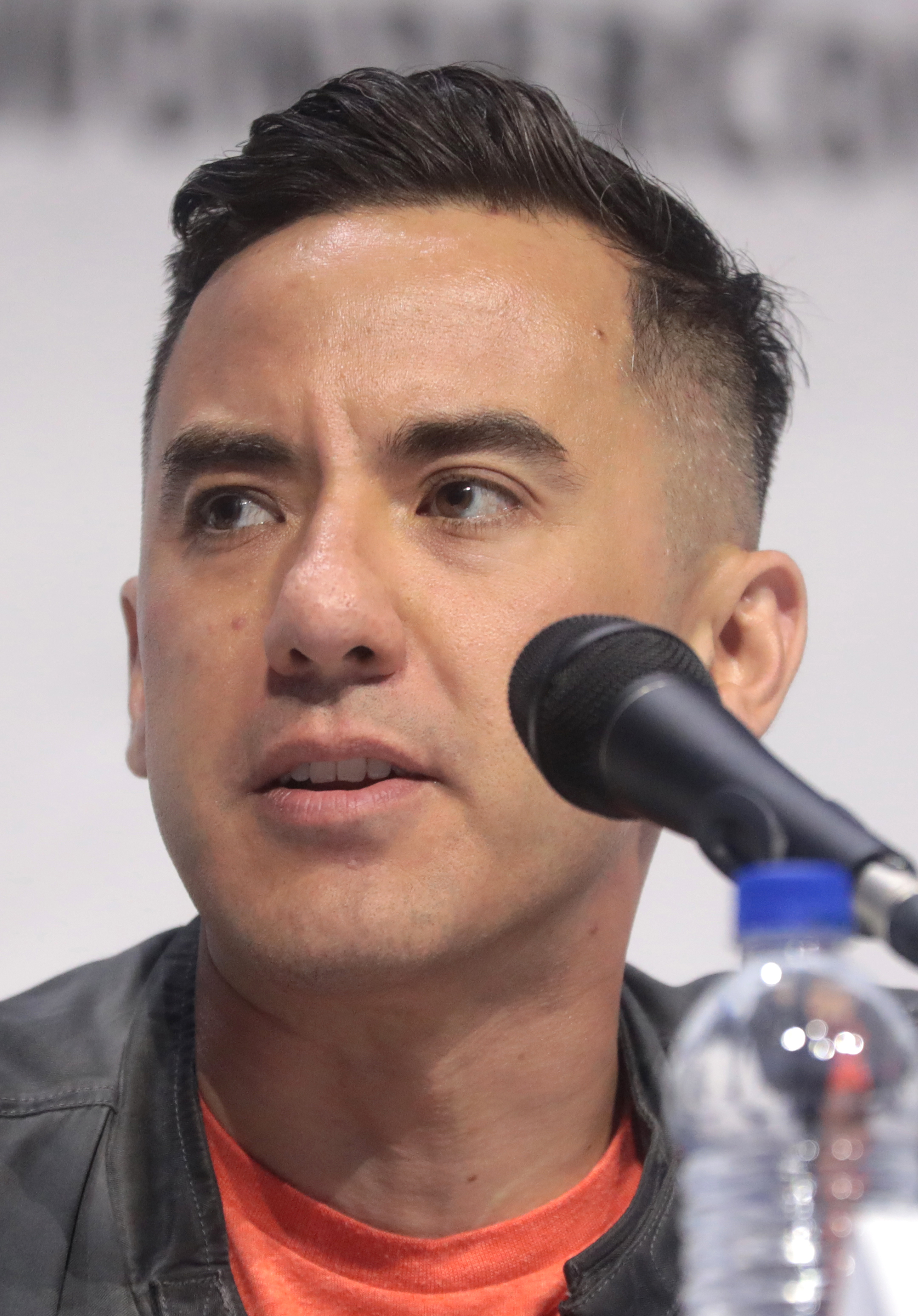
Dougherty auf der WonderCon 2019

Michael „Mike“ Dougherty (* 28. Oktober 1974 in Columbus, Ohio) ist ein US-amerikanischer Regisseur und Drehbuchautor. Er wurde durch seine Zusammenarbeit mit Dan Harris und Bryan Singer bekannt, mit denen er unter anderem die Comicverfilmungen X-Men 2, Superman Returns und X-Men: Apocalypse umsetzte.

## Leben und Karriere
Nach einigen Kurzfilmen wurde Dougherty 2003 erstmals als Drehbuchautor der Comicverfilmung X-Men 2 einem größeren Publikum bekannt. Das Drehbuch schrieb er gemeinsam mit Dan Harris, den er 2000 auf einer Party in New York City kennengelernt hatte.
2006 arbeitete Dougherty erneut mit Harris und Singer am Superheldenfilm Superman Returns. 2007 gab Dougherty mit dem Horrorfilm Trick ’r Treat sein Debüt als Regisseur eines Spielfilms. 2015 drehte er die Horrorkomödie Krampus, deren Drehbuch er auch verfasst hatte, für Legendary Pictures.
Im Mai 2016 lief X-Men: Apocalypse an, für den Dougherty wieder gemeinsam mit Harris das Drehbuch schrieb.
Dougherty wurde für das Sequel Godzilla II: King of the Monsters zunächst als Drehbuchautor engagiert. Nachdem Filmemacher Gareth Edwards seine Beteiligung zurückgezogen hatte, übernahm Dougherty auch die Regie des Films. Das Drehbuch entstand in Zusammenarbeit mit Zach Shields und Max Borenstein. Der Film kam im Mai 2019 in die Kinos.

## Filmografie (Auswahl)
als Drehbuchautor
- 1996: Season’s Greetings (Kurzfilm)
- 2003: X-Men 2
- 2005: Düstere Legenden 3 (Urban Legends: Bloody Mary)
- 2006: Superman Returns
- 2007: Trick ’r Treat
- 2011: Making Friends (Kurzfilm)
- 2015: Krampus
- 2016: X-Men: Apocalypse
- 2019: Godzilla II: King of the Monsters

als Regisseur
- 1996: Season’s Greetings (Kurzfilm)
- 1997: Cartoon Sushi (Fernsehserie, eine Folge)
- 2007: Trick ’r Treat
- 2011: Making Friends (Kurzfilm)
- 2015: Krampus
- 2019: Godzilla II: King of the Monsters

## Auszeichnungen (Auswahl)
- 2004: Saturn Award: Nominierung in der Kategorie Saturn Award für das beste Drehbuch für X-Men 2 (gemeinsam mit Dan Harris)
- 2007: Saturn Award: Auszeichnung in der Kategorie Saturn Award für das beste Drehbuch für Superman Returns (gemeinsam mit Dan Harris)